# Morfologi (bildbehandling)
Morfologi är en teori och teknik som används inom digital bildbehandling vid analys och behandling av geometriska strukturer. Den matematiska teorin bygger bland annat på mängdteori. Användningsområden är bland annat brusreduktion och förenkling av former hos objekt. Metoden utvecklades för binära bilder, men har även generaliserats för gråskalebilder.